# Laufersweiler
Laufersweiler település Németországban, Rajna-vidék-Pfalz tartományban. Lakosainak száma 801 fő (2023. december 31.). Laufersweiler Dill és Sohrschied községekkel határos.

## Népesség
A település népességének változása:
| Lakosok száma | 903  | 838  | 835  | 803  | 811  | 801  |
|               | 1975 | 2017 | 2019 | 2021 | 2022 | 2023 |